# Aloysie Cyanzayire
Aloysie Cyanzayire (* 11. Februar 1964 in der Südprovinz, Ruanda) ist eine ruandische Juristin. Seit 2018 ist sie erneut Richterin am Obersten Gerichtshofs von Ruanda und war von 2003 bis 2011 als erste Frau bereits dessen Präsidentin.

## Leben und Wirken
Cyanzayire studierte Rechtswissenschaften an der Nationalen Universität von Ruanda, wo sie 1989 ihren Abschluss machte. Anschließend trat sie in den ruandischen Justizdienst ein. Von 1991  bis 1993 erhielt sie an der École nationale de la magistrature in Paris, der französischen nationalen Richterschule, ein postgraduale Weiterbildung. Anschließend kehrte sie nach Ruanda zurück, wo sie zur Richterin ernannt wurde. Während des Völkermordes war sie Richterin in Butare. Nach dem Völkermord wechselte sie in das ruandische Justizministerium, wo sie verschiedene Posten durchlief. 1998 wurde sie Generalsekretärin im Justizministerium und war ab 2000 Präsidentin der Abteilung für die Gacaca-Gerichte. 
2003 wurde Cyanzayire zur Richterin am Obersten Gerichtshofs von Ruanda und zugleich als erste Frau zu dessen Präsidentin ernannt. 2011 schied sie nach Ende ihrer Amtszeit aus dem Obersten Gerichtshof aus und wurde 2012 zur Ombudsfrau von Ruanda ernannt. Im Juli 2018 wurde Cyanzayire erneut zur Richterin am Obersten Gerichtshof ernannt.